# Síntese (grupo de rap)
O Síntese é um grupo de  Rap Nacional fundado em 2010 por Gestério Neto e Leonardo Irian na cidade de São José dos Campos. 

## Carreira
Neto e Léo se conheceram na casa de Moita Carvalho, residente da Zona Sul de São José dos Campos. Na casa do Moita, a dupla que já se conhecia das quadras de basquete e das rodas de rima, se aproximou. O Moita fazia uns beats, e a rapazeada colava ali pra respirar produção musical.
Quando Moita decidiu se dedicar com mais afinco a outros projetos musicais, os dois se viram sem um lugar pra ensaiar, e então o Neto convidou o Léo pra começar a ensaiar em casa. Com o passar do tempo, os dois começaram a se apresentar nos eventos da cidade como Neto & Leonardo Irian. 
Em 2010, os pais do Neto mudaram-se pra roça. Depois disso, o Léo praticamente se mudou para a casa do Neto. Logo, Neto & Leonardo Irian se tornou Síntese.

Em 2012, o plano da dupla era se internar na casa do DJ Willião, gravar um disco, aposentar do rap e virar Franciscanos. A dupla entrou em estúdio e só saiu de lá depois de produzir três álbuns e um documentário. Um dos álbuns, que ficou para sempre inédito, foi uma parceria entre o Síntese e Moita Carvalho. O grupo formado pelo trio se chamava Subversão, e o álbum se chama "Cúpula Subversiva". O segundo álbum é uma coletânea de acapellas chamada "Cartas à Mansão dos Mortos" e também ficou para sempre inédito assim como o documentário produzido por Willian Monteiro e Vinicius Moreira.
A terceira obra produzida pela dupla nesse período é o aclamado álbum de estréia do Síntese "Sem Cortesia (Vagando na Babilônia/Em Busca de Canaã)". Depois de publicada a obra, a dupla se recolheu e pendurou o microfone.  .

O segundo álbum oficial, Trilha Para o Desencanto da Ilusão Vol. 1 "AMEM", produzido por Daniel Ganjaman, veio em 2016 e apresentou o Síntese para o Brasil. 

## Discografia
Demos e EPs
- DemoTape (2010)
- PromoTape (2011)
- Perdão Pra Quem Fez Chorar, Gratidão Pra Quem Fez Sorrir (2012)

Álbuns
- Sem Cortesia (Perdão Pra Quem Fez Chorar/Gratidão Pra Quem Fez Sorrir) (2012)
- Trilha Para o Desencanto da Ilusão, Vol 1: AMEM (2016)

Álbuns Colaborativos
- Síntese & Ingles (rapper) - Buracos Ao Chão (2013)
- Projetonave & Síntese - Em Favor do Réu (2014)
- Síntese + Akillez + Kiko Dinucci + Thiago França - Boomshot (2015)